# 内板信号場
内板信号場（ネパンしんごうじょう）あるいは内板駅（ネパンえき）は、大韓民国世宗特別自治市燕東面内板里にある、韓国鉄道公社（KORAIL）京釜線の信号場。

## 駅構造
2面2線を有する地上駅。

## 駅周辺
- 燕東面事務所
- 世宗燕東郵便局
- 世宗警察署燕東派出所
- 燕東面119地域隊
- 大韓教科書 鳥致院工場
  - 教科書博物館
- 鷹岩農工団地
- 中部圏内陸貨物基地
- 張旭鎭画伯塔碑
- 燕東初等学校
- 燕東中学校

## 歴史
- 1922年5月11日 - 無配置簡易駅として営業開始。
- 1948年9月14日 - 特急列車「解放者号」が互いに衝突し、米軍24人と韓国人1人が死亡し、百人余りが重軽傷を負う事故が発生。
- 1997年2月20日 - 信号場に格下げ。
- 2005年8月1日 - 全ての旅客列車が通過するようになる。

## 隣の駅
韓国鉄道公社　
京釜線（全列車通過）　
鳥致院駅 - 内板信号場 - 芙江駅　